# Barbara Thompson
Barbara Gracey Thompson MBE (27. července 1944 Oxford, Spojené království – 9. července 2022) byla anglická jazzová saxofonistka, flétnistka a skladatelka. Studovala klarinet, flétnu, piano a klasickou kompozici na Royal College of Music, ale hudba kterou hráli Duke Ellington a John Coltrane ji ovlivnila natolik, že její zájem se obrátil k jazzu a saxofonu. V roce 1967 se vdala za bubeníka Jona Hisemana ze skupiny Colosseum.
Kolem roku 1970 se stala členkou New Jazz Orchestra a objevila se na albech skupiny Colosseum. Počínaje rokem 1975, stála u založení skupin:
- United Jazz and Rock Ensemble[3]
- Barbara Thompson’s Jubiaba
- Barbara Thompson’s Paraphernalia,[3]

V roce 1996 obdržela řád MBE ze zásluhy v hudbě. V roce 1997 jí byla diagnostikována Parkinsonova nemoc a proto se v roce 2001 rozloučila s kariérou aktivní saxofonistky. Po období, kdy pracovala výhradně jako skladatelka, se v roce 2004 vrátila na jeviště, aby nahradila Dicka Heckstalla-Smithe během turné „Tomorrow's Blues“ skupiny Colosseum a v roce 2005 vystoupila živě se skupinou Paraphernalia na jejich turné „Never Say Goodbye“. Od roku 2004 byla stálým členem skupiny Colosseum.
Spolupracovala s Andrew Lloyd Webberem na muzikálech jako Cats a Starlight Express a jeho requiem. Napsala také několik klasických skladeb, hudbu pro film a TV, své vlastní muzikály a skladby pro United Jazz and Rock Ensemble, Barbara Thompson’s Paraphernalia a její big band Moving Parts.

## Rodina
Od roku 1967 byla vdaná za bubeníka Jona Hisemana. Syn Marcus se narodil v roce 1972 a v roce 1975 dcera Anna (zpěvačka a skladatelka Ana Gracey).

## Diskografie
- The Man Who Took The Valise Off The Floor Of Grand Central Station At Noon The She Trinity 1966
- Angle Howard Riley Trio 1968
- Valentyne Suite Colosseum 1969
- Daughter of Time Pop Chronik Colosseum 1970
- Michael Gibbs Michael Gibbs 1970
- Little Big Band Keef Hartley Band 1971
- The Beginning – Vol. 6: Keef Hartley Band Keef Hartley Band 1973
- Saxophone on The Roaring Silence by Manfred Mann's Earth Band 1976
- Kaleidoscope Of Rainbows Neil Ardley 1976
- Live Im Schuetzenhaus United Jazz and Rock Ensemble 1977
- NDR Jazzworkshop '77 Various Artists 1977
- Barbara Thompson's Paraphernalia Barbara Thompson's Paraphernalia 1978 (Roy Babbington, Harold Fisher, Colin Dudman) MCA MCF 2852
- Barbara Thompson's Jubiaba Barbara Thompson 1978
- Variations Lloyd Webber, Andrew 1978
- Harmony of the Spheres Neil Ardley 1978
- Teamwork United Jazz and Rock Ensemble 1978
- Wilde Tales Barbara Thompson's Paraphernalia 1979
- Tell Me On A Sunday Marti Webb 1979
- The Break Even Point United Jazz and Rock Ensemble 1979
- Live In Concert Barbara Thompson's Paraphernalia 1980
- Chance Manfred Mann's Earth Band 1980
- Ghosts Barbara Thompson/Rod Argent 1981
- Cats Andrew Lloyd Webber 1981
- Live in Berlin United Jazz and Rock Ensemble 1981
- Zwischenbilanz-Das Beste aus den Jahren 1977–1981 United Jazz and Rock Ensemble 1981
- Mother Earth Barbara Thompson 1982
- Ghosts Barabara Thompson/Rod Argent 1982
- Cool Cat Jeff And Friends Wohlgenannt 1983
- Requiem Andrew Lloyd Webber 1983
- Pure Fantasy Barbara Thompson's Paraphernalia 1984
- United Live Opus sechs United Jazz and Rock Ensemble 1984
- Frauen-Power Various Artists 1985
- Shadow Show Barbara Thompson/Rod Argent 1985
- Live im Berliner Metropol-Theater Barbara Thompson's Paraphernalia 1985
- Heavenly Bodies Barbara Thompson 1986
- Ganz schoen heiss, Man! About Time Too! United Jazz and Rock Ensemble 1986
- Highlights II United Jazz and Rock Ensemble 1987
- A Cry From The Heart Barbara Thompson's Paraphernalia 1988
- Songs From The Center Of The Earth Barbara Thompson 1990
- Perspective '92 Various Artists 1991
- Breathless Barbara Thompson's Paraphernalia 1991
- Round Seven United Jazz and Rock Ensemble 1992
- Everlasting Flame Barbara Thompson's Paraphernalia 1993
- Barbara Song Barbara Thompson and the Medici String Quartet 1995
- Lady Saxophone Barbara Thompson's Paraphernalia 1995
- Die Neunte von United United Jazz and Rock Ensemble 1996
- Women's Music From Celestial Harmonies Various Artists 1996
- Shifting Sands Barbara Thompson's Paraphernalia 1998
- The Sound Inside / Music And Architecture Various Artists 1998
- United Jazz and Rock Ensemble 1999
- Thompson's Tangos and other soft Dances Barbara Thompson's Paraphernalia 2000
- Cuff Clout Kate and Mike Westbrook 2001
- In the Eye of a Storm Barbara Thompson's Paraphernalia 2003
- Never Say Goodbye Barbara Thompson's Paraphernalia 2005